# وستپورت (کنتاکی)
وستپورت (به انگلیسی: Westport) یک منطقهٔ مسکونی در ایالات متحده آمریکا است که در کنتاکی واقع شده‌است. وستپورت ۲۶۸ نفر جمعیت دارد و ۱۴۸٫۱۳ متر بالاتر از سطح دریا واقع شده‌است.